# Wakan Konkō-bun

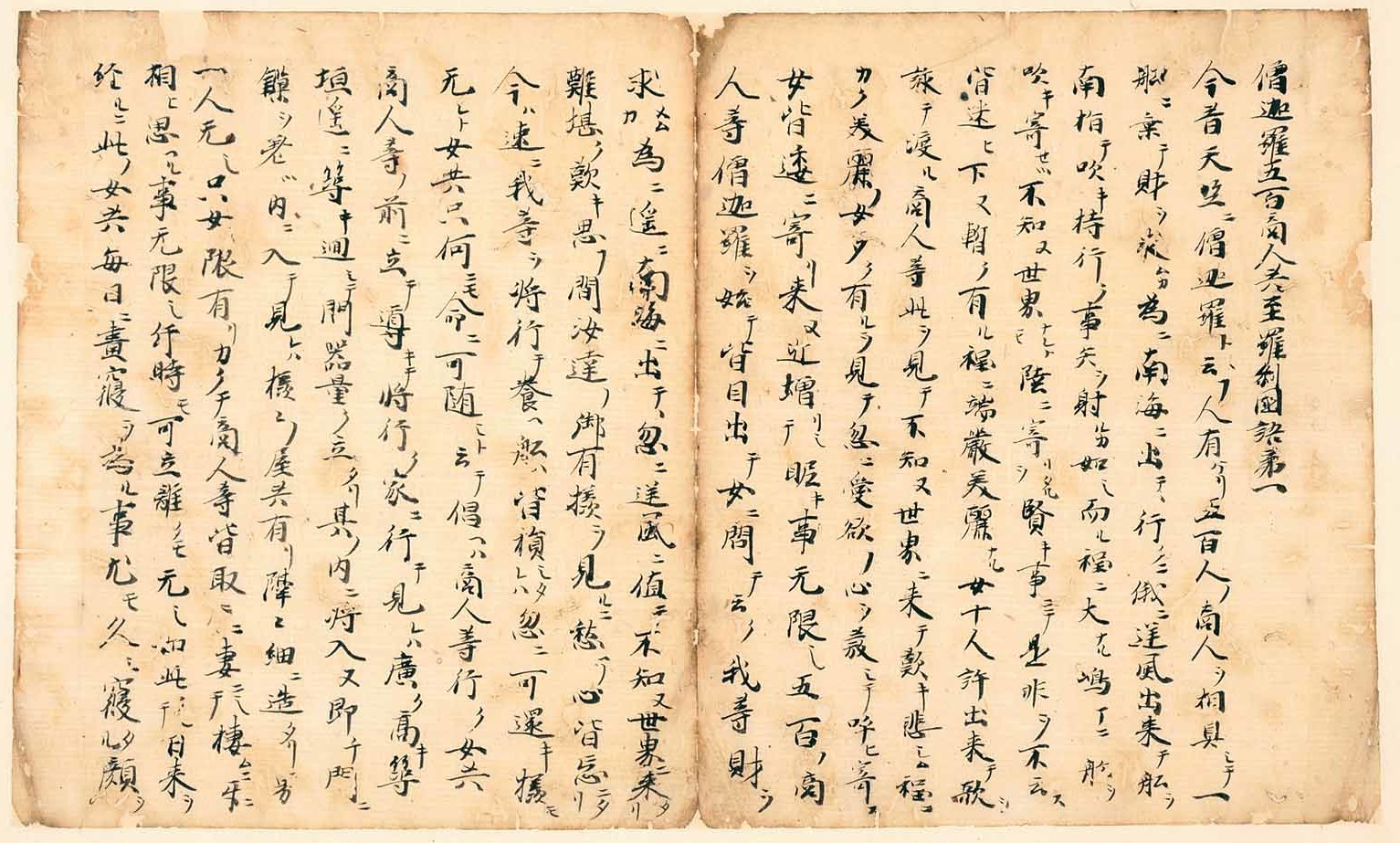
Manoscritto Konjaku Monogatarishū del periodo Heian.

Wakan konkōbun (和漢混交文?) è uno stile di scrittura giapponese che utilizza un mix di stili di scrittura giapponese e cinese che mescola la lettura dei caratteri giapponesi e cinesi, la grammatica e gli stili lessicali. Deriva dalla pratica di usare segni, aggiunti ai caratteri cinesi, così da indicare l'ordine in cui leggerli per i parlanti giapponesi. Il Wakan Konkō Bun era spesso scritto in Hiragana e derivava dalle letture convenzionali giapponese per il cinese classico. Il Wakan Konkō Bun mostra che lo sviluppo del giapponese scritto è inseparabile dall'uso del cinese letterario. Può essere considerato uno stile di transizione tra il kanbun puro e il giapponese moderno.

## Utilizzo del Wakan Konkō Bun
Molte opere classiche usano Wakan Konkō Bun. Molte di questi hanno avuto origine nel periodo Heian o successivo.
Antologia delle avventure del passato e presente (今昔物語集, Konjaku monogatarishū) è una di quelle. Antologia delle avventure del passato e presente è una raccolta di 1039 Setsuwa compilata all'inizio del XII secolo durante il periodo Heian. Queste storie non sono presentate come se fossero raccontate da un narratore, ma piuttosto come trasmissioni di storie che sono state ascoltate, tramandate e registrate.
Il Racconto della famiglia Taira (平家物語, Heike Monogatari) anche utilizzava lo stile di scrittura wakan konkō-bun, poiché contiene un'influenza letteraria cinese dalla raccolta di poesie Wakan Rōeishū. Il Racconto della famiglia Taira è un racconto epico delle guerre tra i clan Minamoto e Taira alla fine del XII secolo. L'uso del Wakan Konkō Bun è stato attribuito per aiutare a raggiungere l'intensità delle battaglie trovate all'interno de Il Racconto della famiglia Taira.
Non tutte le opere scritte in Wakan Konkō Bun sono del periodo Heian. "Destiny" di Koda Rohan è stato scritto nel 1919 usando Wakan Konkō Bun. 